# Baqueira
Baqueira est une municipalité de la commune de Naut Aran, comarque du Val d'Aran dans la province de Lérida en Catalogne (Espagne).
Depuis le 21 décembre 1967, Baqueira a intégré la commune de Naut Aran qui a été formée par la fusion des anciennes communes d'Arties, de Salardú, Gessa, Tredòs, Bagergue et Baqueira.
En 2017, Baqueira comptait 162 habitants.

## Géographie
Situé à 1 500 m d'altitude, Baqueira est à 14 km à l'Est de Vielha e Mijaran et à 37 km de la frontière de la France près du village de Fos.
Sur la commune se trouve la station de sports d'hiver nommée Baqueira Beret, avec un domaine skiable de 2 273 hectares, elle est l'une des plus grandes des Pyrénées, elle est classée Centre d’intérêt touristique national.

## Galerie d'images

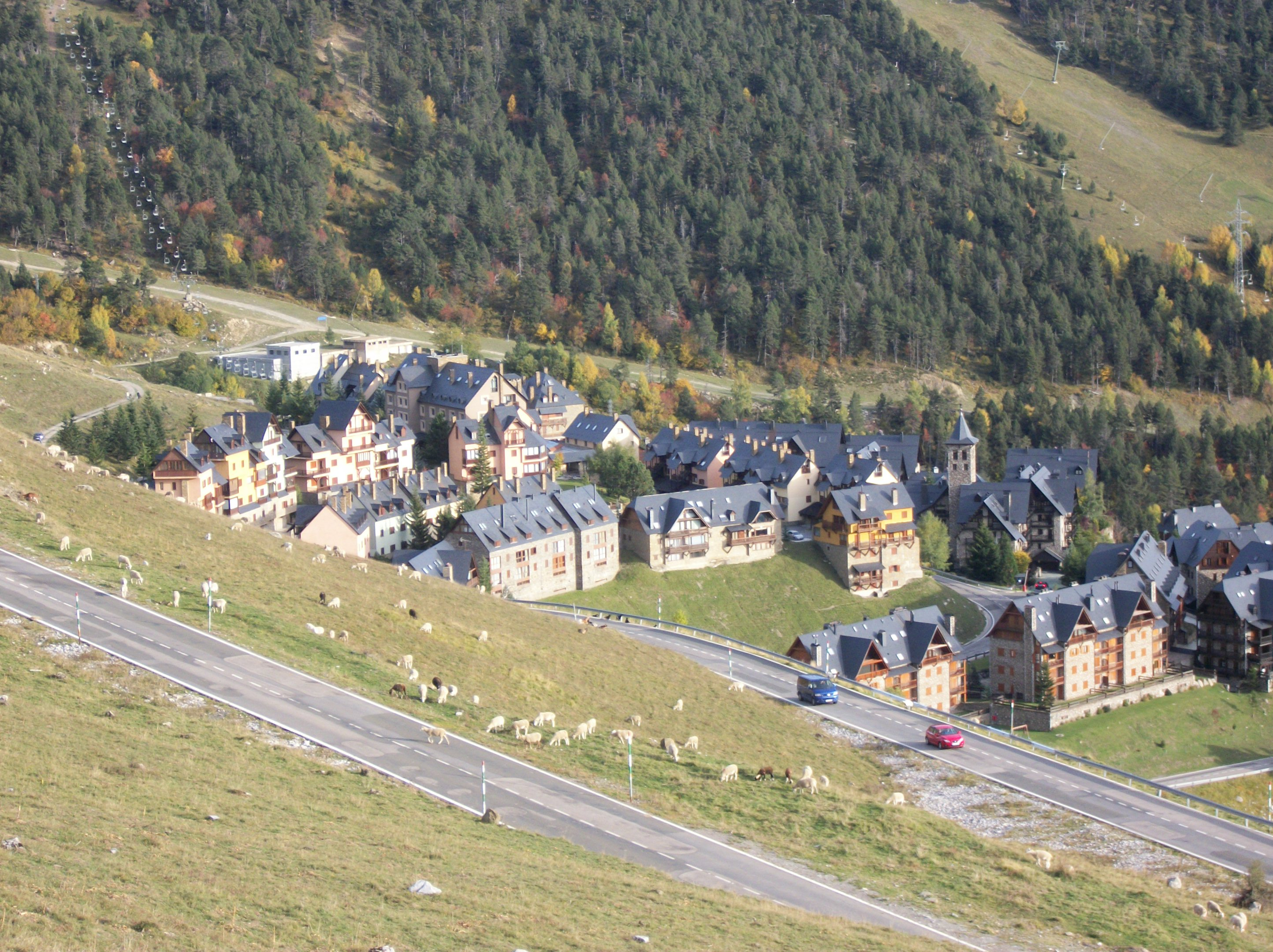
Hôtels et habitations
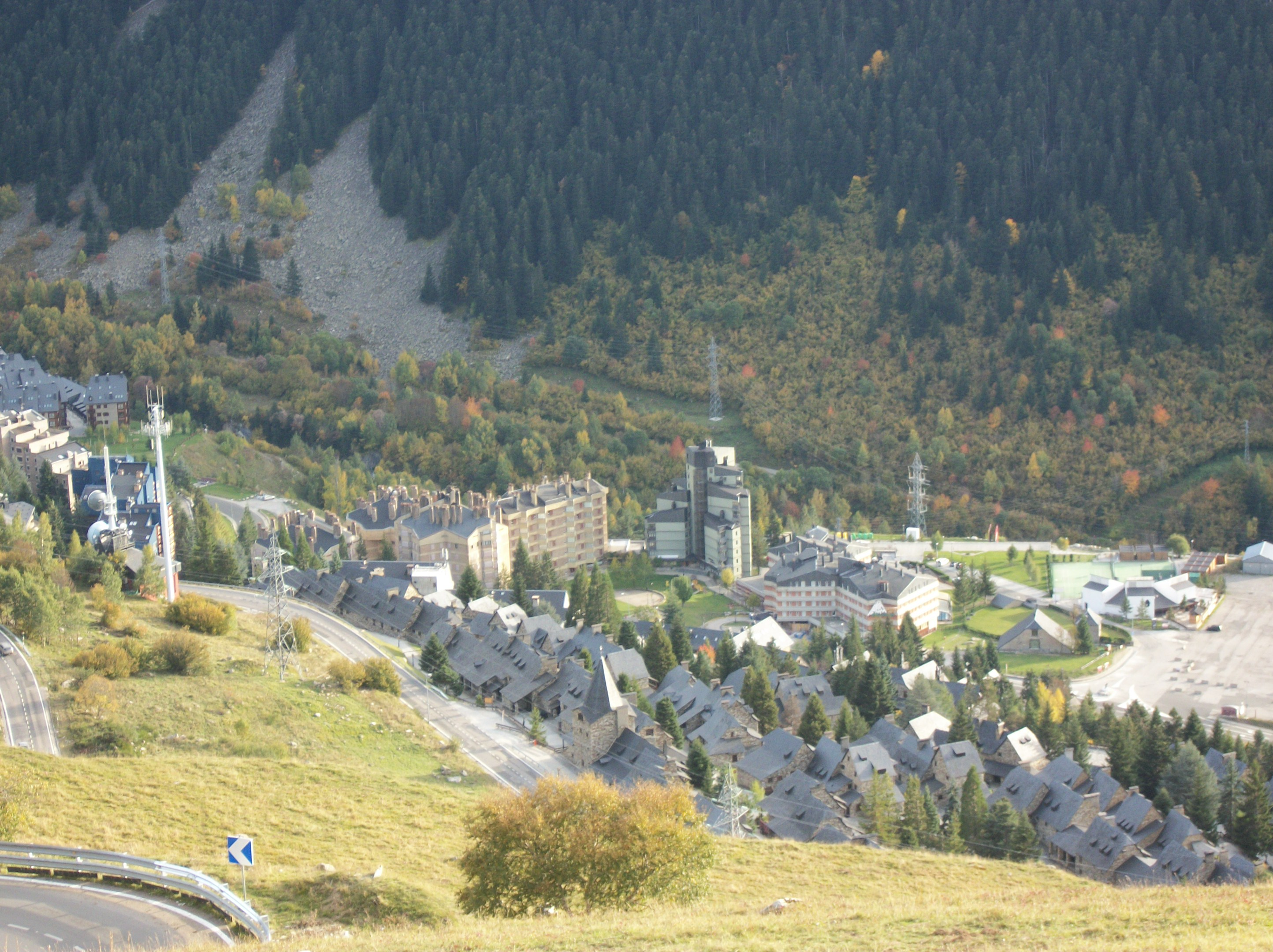
Hôtels et habitations
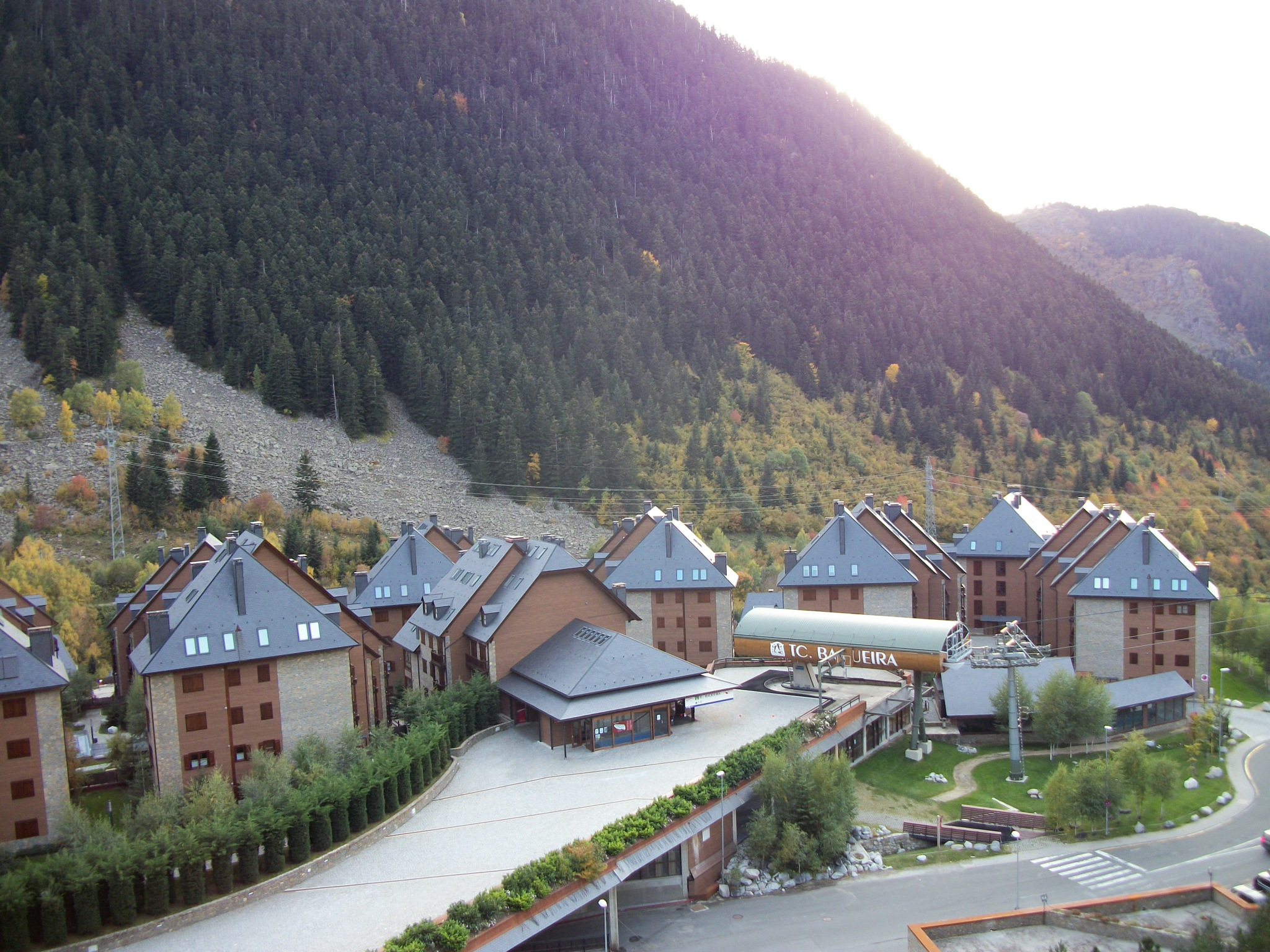
Accueil de la station de ski de Baqueira Beret
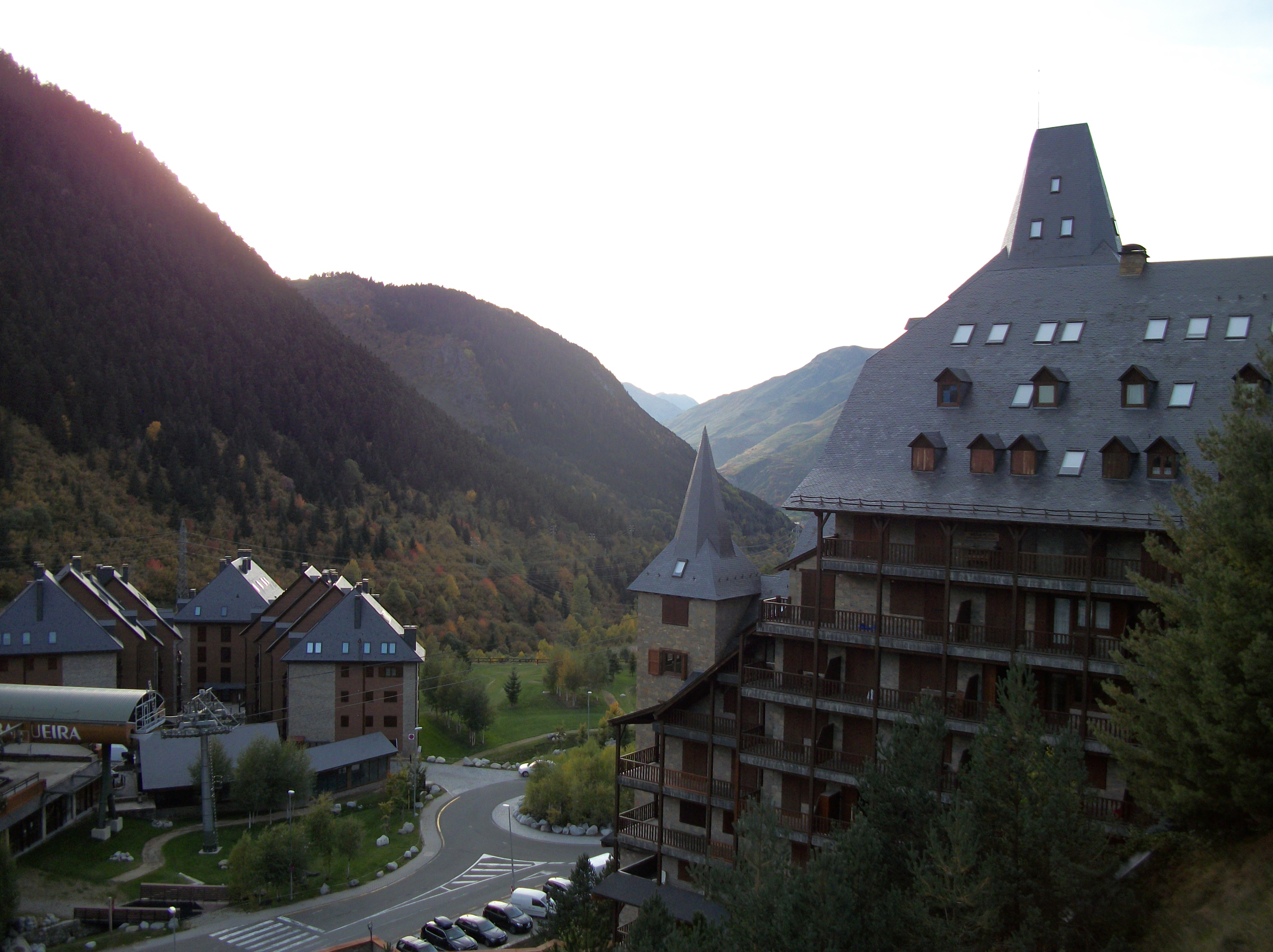
Accueil de la station des ski et des hôtels